# تلمبه احمدآباد (کشکوئیه)
تلمبه احمدآباد یک منطقهٔ مسکونی در ایران است که در دهستان کشکوئیه واقع شده‌است.